# Студентська (станція метро, Москва)
55°44′20″ пн. ш. 37°32′54″ сх. д. / 55.73889° пн. ш. 37.54833° сх. д.
«Студентська» (рос. Студенческая) — станція Філівської лінії Московського метрополітену. Розташована між станціями «Київська» і «Кутузовська».
Була відкрита 7 листопада 1958 у складі черги «Київська» — «Кутузовська». Свою назву отримала через близькість до однойменній вулиці, в районі якої розташовані численні гуртожитки студентів московських вишів.
Поряд зі станціями «Спортивна», «Воробйові гори», «Кузнецький міст», одна з чотирьох в Московському метрополітені, біля якої не проходить жоден з маршрутів міського наземного транспорту — найближча зупинка, знаходиться приблизно за семистах метрах від вестибюля станції (до 2011 року п'ятою такою станцією була «М'якініно»).

## Вестибюлі й пересадки
У станції один засклений наземний вестибюль, сполучений з переходом над коліями в центрі платформи. Вихід із вестибюля — у північному напрямку, на Київську вулицю у місці її перетину з Можайським провулком. З південного боку паралельно коліям метро розташовані колії залізничної станції Москва-Пасажирська-Київська.

## Технічна характеристика
Конструкція станції — наземна відкрита з береговими платформами. Споруджена за типовим проектом.

## Колійний розвиток
Станція без колійного розвитку.

## Оздоблення
Єдиний вестибюль над центром станції, виконаний у вигляді легкого заскленого павільйону, служить для переходу між платформами і виходу в місто. Берегові платформи захищені від опадів шиферними навісами.